# Andrzej Szczęsny
Andrzej Szczęsny (* 11. Dezember 1938 in Wola Zadąbrowska; † 5. Oktober 2012 in Katowice) war ein polnischer Fußballtorhüter.

## Karriere
Szczęsny, im Dorf Wola Zadąbrowska in der heutigen Gemeinde Stadt-und-Land-Gemeinde im Powiat Sieradzki der Woiwodschaft Łódź geboren, spielte in den 1960er-Jahren für den in der 1. Liga vertretenen Verein Polonia Bytom. Für diesen kam er im Wettbewerb um den International Football Cup bzw. die Internationale Meisterschaft einzig am 9. Juni 1965 gegen den SC Leipzig im Zentralstadion im Hinspiel des Finales zum Einsatz und musste drei Tore bei der 0:3 hinnehmen. Doch seine Mitspieler gewannen das Rückspiel eine Woche später mit 5:1 im Edward-Szymkowiak-Stadion und somit hatte er Anteil am Pokalgewinn. 

## Erfolge
- IFC-Sieger 1965